# Doris Günther
Doris Günther (Zell am See, 3 de mayo de 1978) es una deportista austríaca que compitió en snowboard, especialista en las pruebas de eslalon paralelo.
Ganó tres medallas en el Campeonato Mundial de Snowboard, en los años 2009 y 2011.
Participó en tres Juegos Olímpicos de Invierno, entre los años 2002 y 2010, ocupando el cuarto lugar en Turín 2006 y el noveno lugar en Vancouver 2010, en ambas ocasiones en la disciplina de eslalon gigante paralelo.

## Medallero internacional
| Campeonato Mundial | Campeonato Mundial         | Campeonato Mundial | Campeonato Mundial       |
| Año                | Lugar                      | Medalla            | Prueba                   |
| ------------------ | -------------------------- | ------------------ | ------------------------ |
| 2009               | Hoengseong (Corea del Sur) | Medalla de plata   | Eslalon paralelo         |
| 2009               | Hoengseong (Corea del Sur) | Medalla de plata   | Eslalon gigante paralelo |
| 2011               | La Molina (España)         | Medalla de bronce  | Eslalon gigante paralelo |